# KFC Averbode-Okselaar
Maillots
Dernière mise à jour : 6 septembre 2023.
Le (Koninklijke) Football Club Averbode-Testelt-Okselaar est un club de football belge situé à Averbode au sud de la Campine dans le Brabant flamand. Porteur du matricule 2030, le cercle joue en bleu et blanc. Il évolue en deuxième provinciale lors de la saison 2017-2018. Au cours de son histoire, il a joué 11 saisons dans les séries nationales, dont 7 en Division 3.
Le club prend son nom actuel en le 1er juillet 2023 après une fusion entre le FC Averbode Okselaar (2030)  et le Hoger-Op Testelt (5377).

## Histoire

### Fondation et refondation
Un premier club de football est fondé en 1915 dans le hameau d'Averbode. Ce club est baptisé Football Club Willen is Kunnen, aussi appelé Sandstroefers. Il ne s'affilie à aucune fédération et joue uniquement des matches amicaux pendant quelques années puis cesse ses activités. En 1928, le village, jusqu'ici réparti sur les territoires des localités de Testelt et de Zichem, reçoit le statut de commune à part entière. Un nouveau club de football est fondé peu après, et reçoit le nom d'Everbeur Sport, d'après le nom de la commune d'Averbode dans le dialecte local : « Eiverbeur ». Ce club s'affilie à la Kempisch Voetbalverbond (KVV), une Ligue rivale de l'URBSFA.

### Débuts à l'URBSFA
En 1933, la KVV est absorbée par l'Union Belge, et les clubs qui en étaient membres rejoignent de facto la Fédération nationale, qui leur attribue à chacun un numéro matricule. Everbeur reçoit le 2030. Le club joue encore deux saisons dans les séries de la KVV, avant que celles-ci ne soient définitivement dissoutes. À la suite de cela, le club est versé dans les séries régionales de l'URBSFA en 1935, et adapte alors son appellation officielle en Everbeur Sport Averbode.

### Premières saisons en nationales
En 1943, le club rejoint pour la première fois de son Histoire la Promotion, à l'époque troisième et dernier niveau national. Dès sa première saison, il joue la montée, et n'échoue qu'à deux points du vainqueur, le Racing Lokeren, à cause d'une défaite lors de la dernière journée de championnat. Les compétitions sont suspendues la saison suivante à la suite de la reprise des combats marquant la fin de la Seconde Guerre mondiale. Quand elles reprennent, Averbode ne parvient plus à jouer la tête, mais se stabilise aisément en milieu de classement durant plusieurs années. Finalement, en 1951, le club termine quatorzième de sa série et est relégué, pour avoir concédé deux défaites de plus que le treizième, Wandre Union. 

### Suspension massive puis chute dans la hiérarchie
Au terme de la saison 1952-1953, Everbeur Sport Averbode remporte le titre de la première provinciale du Brabant et peut ainsi remonter en nationales après deux saisons d'absence. Mais pour le club, la fête est de courte durée. La Fédération belge inflige une suspension d'une saison à treize joueurs de l'équipe championne, qui ont perçu une « prime de montée », ce qui est totalement contraire aux règlements fédéraux. Ceux-ci interdisent en effet aux joueurs inscrits sous le statut d'amateur de percevoir la moindre somme d'argent de la part d'un club.
Everbeur Sport est évidemment frappé de plein fouet. Pour son retour en Promotion en 1953-1954, le matricule 2030 n'aligne quasiment que des « Scolaires » (U16) et des « Juniors » (U18). La 16e et dernière place sanctionne une saison pénible pendant laquelle le club brabançon ne marque que 7 points (2 victoires et 3 partages sur 30 matches) et enregistre une différence de buts de 33 buts inscrits 162 buts concédés.
En plus de cette nouvelle descente, le club doit aussi se mettre en quête d'un nouveau terrain car les héritiers de l'ancien propriétaire souhaite transformer le site en parcelles « à bâtir ». Avec l'aide de la commune, Everbeur Sport trouve refuge sur un terrain appartenant au Prince de Mérode, où le matricule 2030 évolue jusqu'en 1978.
Au fil des saisons, le club descend petit à petit les échelons du football belge. Il est reconnu « Société Royale » en 1983 et adapte son nom en Koninklijke Everbeur Sport Averbode. Fin des années 1980, le club tombe même jusqu'en quatrième provinciale, le plus bas niveau possible en Belgique. Il remonte quelques années plus tard en troisième, où il reste jusqu'à la fin du siècle.

### Remontée vers les nationales
À partir de 2005, le club entame une période de succès pour retrouver une partie de son lustre d'antan. En mai 2006, il remonte en deuxième provinciale. Deux ans plus tard, il remporte le titre dans sa série et rejoint l'élite provinciale. En 2010, le club remporte le tour final provincial, et décroche la montée vers la Promotion, 56 ans après l'avoir quittée. Après deux saisons tranquilles conclues dans le milieu du classement, le championnat 2012-2013 est plus difficile pour le club, englué dans la zone de relégation tout au long de la saison. Il lutte jusqu'au dernier match mais ne peut éviter la descente en première provinciale. En fin de saison, le club fusionne avec le Volharding Voetbal Club Okselaar, un club du village voisin tout juste sacré champion de troisième provinciale. Le club prend le nom de Koninklijke Football Club Averbode-Okselaar et conserve le matricule 2030 d'Everbeur, le matricule 6874 d'Okselaar étant radié des listes de la fédération.

## Terrains
- 1933 à 1954 : dans la Westelsebaan.
- 1954 à 1978 : au coin de la Boonstraat et de la Herseltsebaan.
- Depuis 1978 : au Sportcentrum Averbode, situé dans la Vorststraat.

## Anciens logos

Ancien logo d'Everbeur Sport Averbode
Logo d'Everbeur Sport Averbode jusqu'en 2013

## Résultats dans les divisions nationales
Statistiques mises à jour le 7 mai 2013

### Bilan
| Niv | Divisions     | Jouées | Titres | TM Up | TM Down |
| --- | ------------- | ------ | ------ | ----- | ------- |
| I   | 1re nationale | 0      | 0      |       |         |
| II  | 2e nationale  | 0      | 0      |       |         |
| III | 3e nationale  | 7      | 0      |       |         |
| IV  | 4e nationale  | 4      | 0      |       |         |
| V   | 5e nationale  | 0      | 0      |       |         |
|     |               |        |        |       |         |
|     | TOTAUX        | 11     | 0      | 0     | 0       |

- TM Up : test-match pour départager des égalités, ou toutes formes de Barrages ou de Tour final pour une montée éventuelle.
- TM Down : test-match pour départager des égalités, ou toutes formes de Barrages ou de Tour final pour le maintien.

### Classements saison par saison
| Ordre               | Saison  | Nom du club                | Niveau                 | Classement final      | Remarques             |
| ------------------- | ------- | -------------------------- | ---------------------- | --------------------- | --------------------- |
| 1                   | 1943-44 | Everbeur Sport Averbode    | Promotion (D3) série B | 2e/16                 | [ saisons 1 ]         |
|                     | 1944-45 | Compétitions arrêtées      | Compétitions arrêtées  | Compétitions arrêtées | Compétitions arrêtées |
| 2                   | 1945-46 | Everbeur Sport Averbode    | Promotion (D3) série B | 10e/19                |                       |
| 3                   | 1946-47 | Everbeur Sport Averbode    | Promotion (D3) série A | 7e/18                 |                       |
| 4                   | 1947-48 | Everbeur Sport Averbode    | Promotion (D3) série D | 7e/16                 |                       |
| 5                   | 1948-49 | Everbeur Sport Averbode    | Promotion (D3) série C | 6e/16                 |                       |
| 6                   | 1949-50 | Everbeur Sport Averbode    | Promotion (D3) série D | 6e/16                 |                       |
| 7                   | 1950-51 | Everbeur Sport Averbode    | Promotion (D3) série C | 14e/16                | Relégué!              |
| séries provinciales |         |                            |                        |                       |                       |
| 8                   | 1953-54 | Everbeur Sport Averbode    | Promotion série B      | 16e/16                | Relégué!              |
| séries provinciales |         |                            |                        |                       |                       |
| 9                   | 2010-11 | K. Everbeur Sport Averbode | Promotion série B      | 11e/16                |                       |
| 10                  | 2011-12 | K. Everbeur Sport Averbode | Promotion série C      | 11e/16                |                       |
| 11                  | 2012-13 | K. Everbeur Sport Averbode | Promotion série C      | 16e/18                | Relégué!              |
| séries provinciales |         |                            |                        |                       |                       |

## Anciens joueurs connus
- Vedran Pelic, vainqueur de la Coupe de Belgique 2001 avec Westerlo, joue à Averbode en 2010-2011.